# Trần Thế Môn
Trần Thế Môn (1915–2009) là một tướng lĩnh Quân đội nhân dân Việt Nam, quân hàm Thiếu tướng. Nguyên Chánh án – Bí thư đảng uỷ Tòa án Quân sự Trung ương, kiêm Phó Chánh án Tòa án nhân dân Tối cao Việt Nam; Chính uỷ – Bí thư đảng uỷ các đơn vị: Quân khu Tây Bắc, Mặt trận B5 (Trị – Thiên), Mặt trận B3 (Tây Nguyên) và Binh chủng Công binh. Ông được truy tặng Huân chương Hồ Chí Minh.

## Thân thế, sự nghiệp
Ông có tên khai sinh là Trần Đình Thìn, sinh ngày 4 tháng 1 năm 1915, quê tại xã Trần Thương, huyện Nam Xang (nay thuộc xã Nhân Đạo, huyện Lý Nhân) tỉnh Hà Nam.
Năm 18 tuổi, ông một mình lên Hải Phòng làm thợ. Do bản tính ham học hỏi, ông nhanh chóng có một tay nghề giỏi, được các bạn quý mến. Từ năm 1936, ông bắt đầu tham gia hoạt động trong phong trào đấu tranh của công nhân tại Hải Phòng.
Năm 1939, ông bị chính quyền thực dân Pháp bắt giam một thời gian ngắn do tham gia phong trào đấu tranh của công nhân đòi tăng lương giảm thuế. Do những hoạt động tích cực của mình, tháng 11 năm 1940, ông được ông Lương Khánh Thiện – Xứ ủy viên Bắc Kỳ phụ trách miền duyên hải (bao gồm Hải Phòng, Quảng Yên, Hòn Gai), chính thức tuyên bố kết nạp vào Đảng Cộng sản Đông Dương.
Tháng 1 năm 1941, ông bị chính quyền thực dân Pháp bắt giam lần thứ 2, bị Tòa Đại hình của Pháp tại Hà Nội kết án 10 năm khổ sai. Tháng 7 năm 1941, ông chuyển lên giam giữ tại nhà tù Sơn La. Đến đầu năm 1943, thì ông bị chuyển về giam giữ tại nhà tù chợ Chu (Thái Nguyên). Tại đây, đầu năm 1944, ông cùng 11 đồng chí đảng viên khác gồm Song Hào, Tạ Xuân Thu, Lê Trung Đỉnh, Trần Công Bình, Chu Nhữ, Lê Hiến Mai, Vũ Phong, Nhị Quý, Trần Tùng, Hoàng Bá Sơn, Nguyễn Kháng vượt ngục về hoạt động cách mạng, tham gia hoạt động tại Phân khu Nguyễn Huệ. Lúc này ông lấy tên hoạt động là Trần Thế Môn.
Tháng 10 năm 1944, ông được phân công về hoạt động trong lực lượng Cứu quốc quân III, hoạt động tại Thái Nguyên và Tuyên Quang. Từ tháng 3 đến tháng 5 năm 1945, ông tham gia giải phóng các khu vực thuộc Tuyên Quang và Thái Nguyên và chống quân Nhật càn phá, góp phần vào việc tạo ra khu Giải phóng Việt Minh với Tân Trào là Thủ đô kháng chiến. Tháng 8 năm 1945, ông phụ trách một đội quân tham gia giành chính quyền ở thị xã Tuyên Quang.
Ngày 30 tháng 8 năm 1945, ông tham gia thành lập Chi đội giải phóng quân Trần Quốc Toản (Phú Thọ) và trực tiếp làm Chi đội trưởng. Tháng 9 năm 1945, ông được giao nhiệm vụ làm Trung đoàn trưởng Trung đoàn Phú Yên (Phú Thọ – Yên Bái). Tháng 4 năm 1946, ông làm Trung đoàn trưởng Trung đoàn Bắc – Bắc (Bắc Ninh – Bắc Giang). Đến tháng 10 năm 1946, ông được điều về làm Chính ủy Trung đoàn 115 Phú Yên.
Tháng 1 năm 1948, ông về công tác tại Tổng Thanh tra Quân đội. Năm, 1956 ông được điều sang nhận nhiệm vụ làm Chính ủy Cục Công binh. Cùng năm đó, ông lại được điều về làm Chính ủy Quân khu Tây Bắc, rồi làm Phó chính ủy Quân khu 4. Năm 1958, ông được phong quân hàm Đại tá.
Tháng 8 năm 1966, ông vào chiến trường miền Nam và công tác tại Mặt trận Đường 9 – Bắc Quảng Trị. Từ tháng 10 năm 1967 đến tháng 12 năm 1973, ông làm Chính ủy Mặt trận B3 (Tây Nguyên) thay ông Chu Huy Mân.
Đầu năm 1974, ông trở lại làm Chính ủy Binh chủng Công binh. Cùng năm 1974, ông được phong quân hàm Thiếu tướng.
Năm 1977, ông về làm Chánh án, Bí thư đảng uỷ Tòa án Quân sự Trung ương, kiêm Phó Chánh án Tòa án nhân dân Tối cao.. 
Năm 1979, Ông được khi nghỉ hưu.
Ông tiếp tục tham gia công tác tư pháp, được bầu làm Phó Chủ nhiệm khóa I (1984–1988), rồi Chủ nhiệm khóa II (1988–1991) Đoàn luật sư thành phố Hà Nội.
Ông qua đời lúc 19 giờ ngày 12 tháng 12 năm 2009 tại Viện Quân y 108, thọ 94 tuổi.

## Khen thưởng
- Huân chương Hồ Chí Minh (truy tặng)
- Huân chương Độc lập hạng Nhất
- Huân chương Quân công hạng Nhất
- Huân chương Chiến thắng hạng Nhất
- Huân chương Kháng chiến chống Mỹ hạng Nhất
- Huân chương Chiến sĩ vẻ vang (Nhất, Nhì, Ba)

## Đời tư
Ông có hai người vợ, với người vợ cả, ông bà có duy nhất một người con là Đại tá Trần Thế Thành
Ông lập gia đình lần thứ 2 với bà Phạm Thị Mậu. Ông bà có với nhau 5 người con lần lượt: Trần Thế Việt, Trần Thế Nam, Trần Thế Dân, Trần Thị Minh Hà, và Trần Thế Dũng.